# 水和物

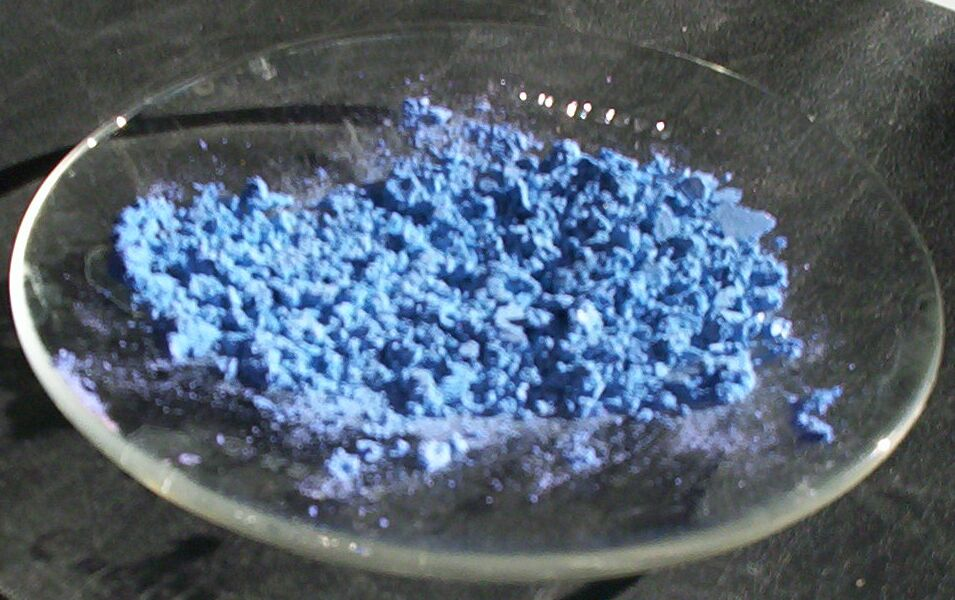
塩化コバルト(II)無水和物

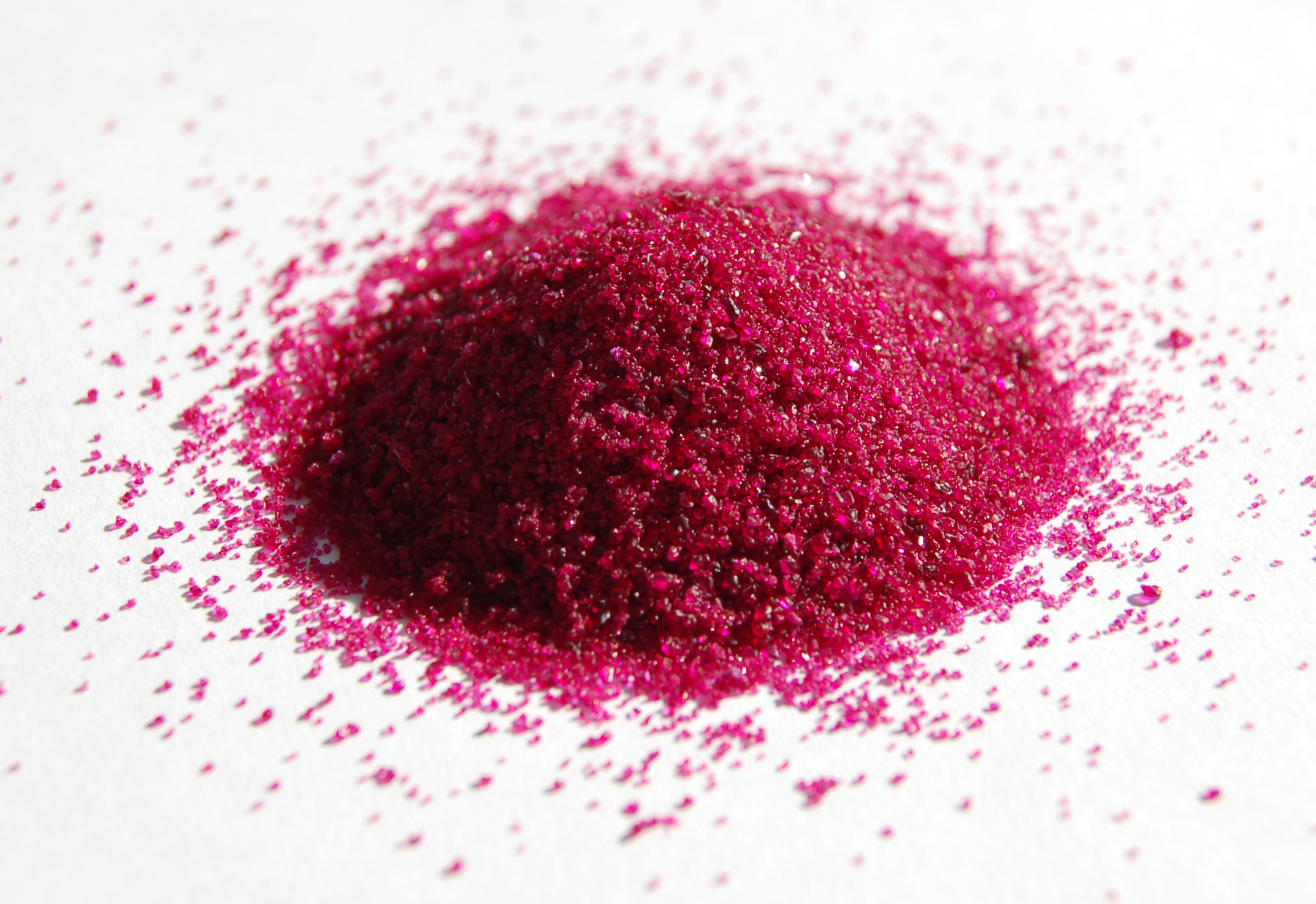
塩化コバルト(II)六水和物

水和物（すいわぶつ、Hydrate）とは、無機化学および有機化学において、水分子を含む物質のことを表す用語である。含まれる水のことは、水和水と呼ぶ。

## 概要
水和水の数によって、一水和物、二水和物、三水和物、……となる。多いものでは硫酸アルミニウムの十七水和物などもある。水和水の多い化合物には過飽和を起こすものもある。酢酸ナトリウムやチオ硫酸ナトリウムが例として挙げられる。ただし、水和水があるからといって水に溶けやすいとは限らない。硫酸カルシウムなどがその例である。

## 水和物の化学的性質
水和水は加熱すると失われるが、100 °C以上での加熱を必要とするものもある。加熱の程度によって様々な割合の水和物の生じる化合物もある。炭酸ナトリウム十水和物のように、自らの結晶水に溶ける化合物もある。水和物を持つ化合物は、無水物に比べ、水に溶けやすい性質を持つ。結晶水を持つ化合物の無水物が水に溶けるとき、発熱反応となる。これは、物質が結晶水を取り込んでから水に溶けるためである。また、乾燥した空気によって自然に結晶水を失う現象を風解という。しかし、潮解は、結晶水とは関係ない現象である。
無機化合物から有機化合物まで様々な化合物に存在する。無機化合物のうち、金属化合物は、水和水と錯体を生じていることも多い。たとえば、硫酸銅の青色は、銅と水の錯体の色で、熱して水和水をなくすと、白い粉末になり、これを無水硫酸銅という。青色の結晶の硫酸銅は、五水和物である。一方、塩化コバルトの場合は、六水和物が赤紫色に対し、無水物は青色である。